# تريكاريكو
تريكاريكو (بالإيطالية: Tricarico)‏ هي بلدية في مقاطعة ماتيرا في إقليم بازيليكاتا الإيطالي.

## السكان
في سنة 1861 بلغ عدد السكان 6٬357 نسمة، وتطور العدد ليصل في سنة 2011 لـ 5٬669 نسمة.
يظهر هذا المخطط البياني تطور النمو السكاني لـ تريكاريكو

## توأمة
لتريكاريكو اتفاقيات توأمة مع كل من:
- Bickenbach, Hesse [الإنجليزية]‏
- نوسكو
- سكانزانو يونيكو
- ساموجي
- مونتيسكاليوزو